# Izasław Frenkel
Izasław Frenkel (ur. 28 grudnia 1929 w Łęczycy, zm. 21 lipca 2020 w Warszawie) – polski ekonomista, profesor nauk ekonomicznych, specjalista demografii społeczno-ekonomicznej (głównie: procesy demograficzne na wsi, wiejski rynek pracy oraz zatrudnienie w rolnictwie). Wieloletni pracownik Instytutu Rozwoju Wsi i Rolnictwa Polskiej Akademii Nauk.

## Życiorys

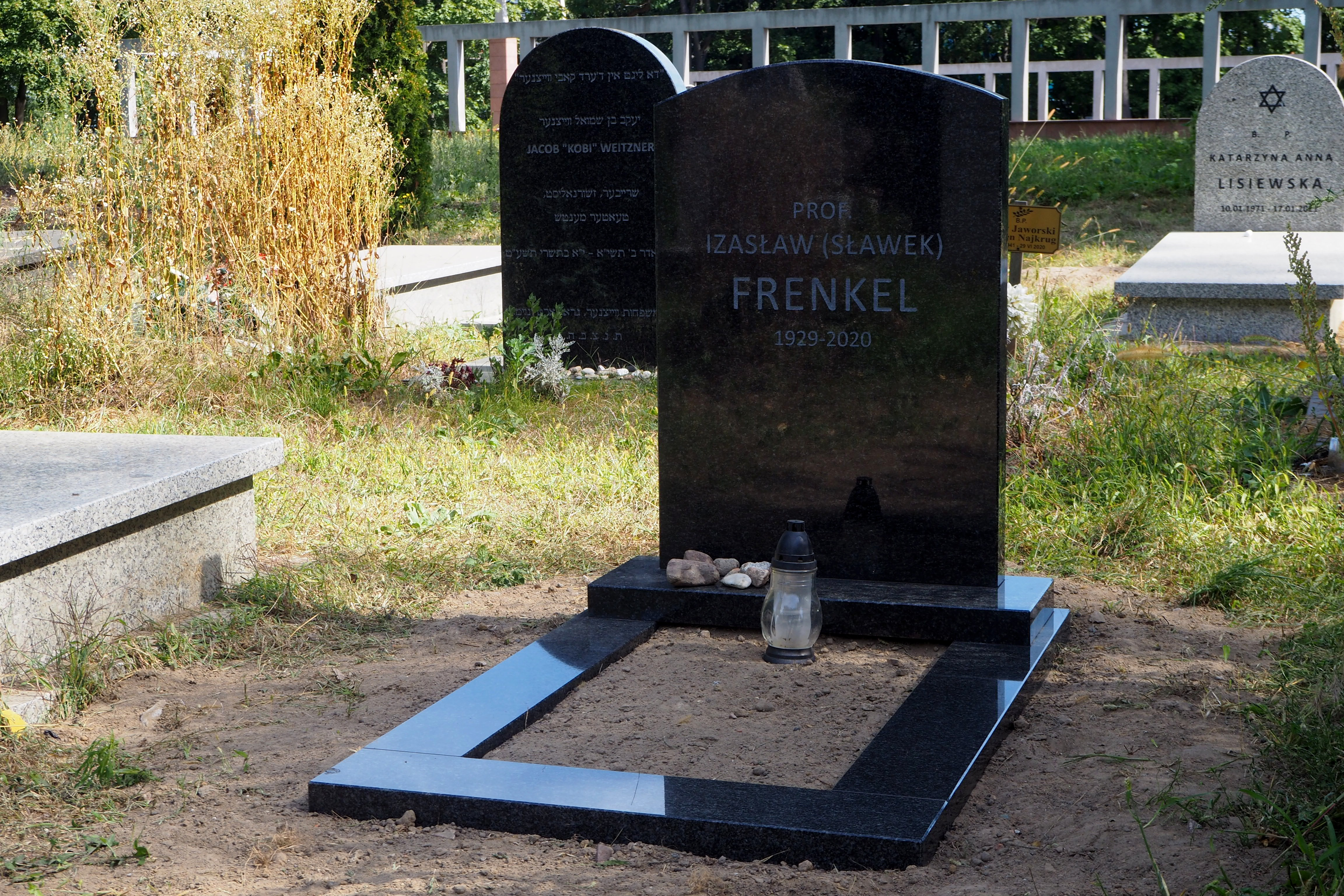
Grób prof. Izasława Frenkela na cmentarzu żydowskim przy ul. Okopowej w Warszawie

Izasław Frenkel urodził się 28 grudnia 1929 roku w Łęczycy, w rodzinie pracowniczej. Ojciec, Henryk Frenkel, był księgowym; matka, Stefania z domu Szulc, pracowała jako pielęgniarka. Do 1939 roku Izasław mieszkał w Łodzi, gdzie rozpoczął naukę szkolną. Pod koniec 1939 roku rodzina Frenklów, jako uchodźców spod okupacji niemieckiej, przebywała do 1941 r. z niewielkimi przerwami w Białymstoku. Pozostały okres II wojny światowej spędził w Związku Radzieckim, m.in. w kołchozie w obwodzie saratowskim (w pobliżu Wołgi), gdzie ukończył szkołę podstawową i rozpoczął naukę w szkole średniej, którą później kontynuował w wielokrotnie ewakuowanym sanatorium dla chorych dzieci.
Po zakończeniu wojny, w 1946, powrócił razem z rodziną do Łodzi, gdzie w 1948 roku zdał maturę w 1. Miejskim Gimnazjum i Liceum. Od lipca do końca sierpnia 1948 roku, po uzyskaniu uprawnień traktorzysty, orał ugory na Ziemiach Odzyskanych w Państwowych Nieruchomościach Ziemskich, w powiecie pyrzyckim. W okresie jesień 1948–wiosna 1949 był w Młodzieżowych Brygadach Międzynarodowych w Jugosławii, z którymi budował kolej. W latach 1948–1953 studiował na Uniwersytecie Moskiewskim im. Łomonosowa na Wydziale Ekonomii Politycznej, gdzie zdobył z wyróżnieniem tytuł magistra ekonomii. Po powrocie do Polski, w 1953 roku, został skierowany do pracy w Szkole Partyjnej przy KC PZPR, w której pracował do 1957 roku na stanowisku asystenta w Katedrze Ekonomii Politycznej.
W 1959 roku zawarł związek małżeński z Weroniką. W 1968 roku urodził się syn: Marek.
W latach 1957–1969 pracował na stanowisku starszego radcy w Komisji Planowania przy Urzędzie Rady Ministrów, w niewielkim Zespole Planów Perspektywicznych, który był kierowany przez prof. Michała Kaleckiego. Zespół ten został rozwiązany w 1968 roku, a Izasław Frenkel zwolniony z pracy kilka miesięcy później. Miało to związek z planowaną przez niego emigracją. Pomysł wyjazdu jednak porzucił, decydując się pozostać w kraju.
W latach 1969–1971 pracował w Zakładzie Badań Rejonów Uprzemysławianych PAN. Od 1971 roku rozpoczął pracę w Instytucie Rozwoju Wsi i Rolnictwa PAN, gdzie w latach 90. był kierownikiem Pracowni Badań Demograficznych. W okresie 1990–1991 równolegle pracował w Głównym Urzędzie Statystycznym.
W 1968 roku uzyskał tytuł doktora nauk ekonomicznych na podstawie rozprawy pt. „Dynamika zatrudnienia w rolnictwie w procesie rozwoju gospodarczego Polski 1950-1960”. W 1980 roku, na podstawie dorobku naukowego oraz publikacji „Zmiany zatrudnienia w rolnictwie w latach 1970–1974”, uzyskał stopień doktora habilitowanego nauk ekonomicznych w zakresie demografii społeczno-gospodarczej wsi i rolnictwa. Oba przewody, doktorski i habilitacyjny, prowadzone były w Instytucie Ekonomiki Rolnej. W 1993 otrzymał tytuł profesora nauk ekonomicznych.
Współpracował jako ekspert z Bankiem Światowym, Międzynarodową Organizacją Pracy, ośrodkiem demograficznym Uniwersytetu Princeton, Komisją Ludnościową ONZ, Europejską Komisją Gospodarczą ONZ oraz szeregiem instytucji krajowych.
Jako doradca-konsultant brał udział w zespołach przygotowujących w GUS programy spisów powszechnych oraz Badania Aktywności Ekonomicznej Ludności (BAEL).
Przez szereg kadencji był członkiem sekcji demografii gospodarczej Komitetu Nauk Demograficznych PAN, Komitetu Przestrzennego Zagospodarowania Kraju PAN oraz Komitetu Nauk o Pracy i Polityce Społecznej PAN.

## Dorobek naukowy
Dorobek naukowy Izasława Frenkla obejmuje ponad 130 pozycji opublikowanych oraz prawie 100 prac niepublikowanych, głównie ekspertyz i recenzji.
W pracach Frenkla znajdują się między innymi rozważania na temat zmian zasobów pracy w rolnictwie indywidualnym, zmian zatrudnienia rolniczego, skali i znaczenia marginalnych zasobów pracy itp. Wprowadził rozróżnienie aktualnych (przy obecnej strukturze agrarnej) oraz potencjalnych (powstałych w wyniku zmian strukturalnych rolnictwa) nadwyżek zasobów pracy w stosunku do rzeczywistych potrzeb pracy w gospodarstwach indywidualnych. Analizował również zmiany reprodukcji zasobów pracy na wsi związane z nakładaniem się procesów przejścia demograficznego, falowania demograficznego oraz migracji w przekroju wieś-miasto.
W roku 1995 ukazał się „Atlas demograficzny i społeczno-zawodowy obszarów wiejskich w Polsce” pod red. I. Frenkla i A. Rosnera. Była to publikacja nowatorska nie tylko na krajowym rynku, wykorzystująca technikę komputerową przetwarzania danych statystycznych i tworzenia na ich podstawie plików graficznych – map. Atlas był rezultatem współpracy z Paolem Santacroce i Annalizą Conte z Uniwersytetu w Wenecji.

## Wybrane publikacje
- Frenkel Izasław (1961). Employment problems in Polish agriculture. International Labour Review ILO, 83 (2), 156-178.
- Frenkel Izasław (1974). Tendencje zmian zatrudnienia w rolnictwie polskim w latach 1950–1970. Warszawa: Instytut Rozwoju Wsi i Rolnictwa PAN.
- Frenkel Izasław (1985). Dynamika i zmiany w strukturze demograficznej ludności chłopskiej w latach 1960–1982. Cz. I Studia Demograficzne, 3, 3-42.
- Frenkel Izasław (1986). Dynamika i zmiany w strukturze demograficznej ludności chłopskiej w latach 1960–1982. Cz. II. Studia Demograficzne, 1, 13-51.
- Frenkel Izasław, Rosner Andrzej (red.) (1995). Atlas Demograficzny i Społeczno-Zawodowy Obszarów Wiejskich w Polsce. Warszawa: Instytut Rozwoju Wsi i Rolnictwa PAN, Polskie Towarzystwo Demograficzne. ISBN 83-901912-2-9.
- Frenkel Izasław, Rosner Andrzej (1998). Perspektywy przemian struktury zatrudnienia ludności wiejskiej. Wieś i Rolnictwo, 1 (98), 22-31. Link
- Frenkel Izasław (2003). Ludność, zatrudnienie i bezrobocie na wsi. Dekada przemian. Warszawa: Instytut Rozwoju Wsi i Rolnictwa PAN (Seria: Problemy Rozwoju Wsi i Rolnictwa)
- Frenkel Izasław (2009). Regionalne zróżnicowanie zatrudnienia ludności w gospodarstwach rolnych. Studia Obszarów Wiejskich, 18, s. 107–131.
- Frenkel Izasław (2009). Zmiany zatrudnienia i źródeł utrzymania ludności w gospodarstwach rolnych w latach 2005–2007. Wieś i Rolnictwo, 4 (145), s. 50–66.
- Czarnecki Adam, Frenkel Izasław (2014). Counting the ‘invisible’: Second homes in Polish statistical data collections. Journal of Policy Research in Tourism, Leisure and Events, 7 (1), s. 15–31. DOI: 10.1080/19407963.2014.935784
- Frenkel Izasław (2015). Przemiany demograficzne i aktywność ekonomiczna ludności wiejskiej w latach 2010–2013. Wieś i Rolnictwo, 2 (167), s. 33–62.
- Frenkel Izasław (2016). Prognoza demograficzna Polski do 2050 roku ze szczególnym uwzględnieniem obszarów wiejskich. Wieś i Rolnictwo, 1 (170), 19-58. DOI: 10.7366/wir012016/03

## Nagrody i wyróżnienia
Wielokrotnie wyróżniany odznaczeniami resortowymi i państwowymi za swoją pracę naukową i zaangażowanie w pracach eksperckich, w tym m.in.:
- Odznaką honorową „Za zasługi dla statystyki PRL”
- Medalem Polskiej Akademii Nauk „Za szczególne zasługi dla rozwoju nauki polskiej i światowej, związane ze społeczną rolą nauki”;
- Krzyżem Kawalerskim Orderu Odrodzenia Polski (2000)[8]
- Krzyżem Oficerskim Orderu Odrodzenia Polski (2011)[9]